# Jean Dewever
Jean Dewever (París, 3 de desembre de 1927 - 21 d'abril de 2010) és un director de cinema francès.

## Biografia
Es va graduar en cinematografia a l'IDHEC i el 1956 va rebre el Prix Louis Lumière pel seu documental La crise du logement. Després de fer nous documentals el 1961 va fer el seu primer llargmetratge, de caràcter antibel·licista, Les Honneurs de la guerre, que formà part de la selecció oficial del Festival Internacional de Cinema de Sant Sebastià 1961. En ella mostra com l'intent d'arribar a un acord entre resistents francesos i soldats alemanys abans de la invasió estatunidenca acaba en un bany de sang. Juntament amb Jean-Charles Tacchella, també va escriure el guió de Les Jambes en l'air deu anys després amb Sylva Koscina, Georges Géret i Maria Schneider, dirigida per Dewever.
A més d'aquests dos llargmetratges i altres documentals, Dewever treballa principalment per a televisió. A més d'episodis de la sèrie de crims Allô Police i Spionage (Le monde parallèle) el 1967 va fer la sèrie de la família anarquista Les oiseaux rares: Anna Gaylor i Guy Saint-Jean són els pares de cinc filles (entre les quals Claude Jade, Dominique Labourier, Bernadette Robert) que burlen les normes socials. En 60 episodis, els Massonneaus van fer bromes fins que una unitat policial assalta la vil·la el darrer episodi per acabar amb la molèstia.
A la dècada de 1970 va adaptar per a televisió George Dandin (1973) de Molière amb Robert Hirsch i el 1978 va fer la pel·lícula experimental Ulysse est revenu, en què Claude Jade va interpretar un desaparegut actor en quatre papers diferents (entre altres la deessa Pal·las Atenea, com a periodista i com a pastor) està a la recerca d'un actor desaparegut (Maxence Mailfort) qui també és Odisseu.
El seu darrer treball de direcció va ser el 1983 la sèrie de televisió La route inconnue.

## Filmografia
Director
- 1955: La Crise du logement (curtmetratge)
- 1958: Au bois Piget (curtmetratge)
- 1958: Des logis et des hommes (curtmetratge)
- 1960: Les Honneurs de la guerre
- 1960: Contrastes (curtmetratge)
- 1966: Allô Police (sèrie de televisió)
- 1966 : À quoi rêvent les petites filles (curtmetratge)
- 1967: Salle n°8 (feuilleton TV)
- 1967: Le Monde parallèle (sèrie de televisió)
- 1969: Les Oiseaux rares (telenovel·la TV)
- 1971: Les Jambes en l'air
- 1973: George Dandin (TV)
- 1973: Le Ballot (TV), 16 mm coulor
- 1974: Mon propre meurtre (TV)
- 1978: Ulysse est revenu (TV)
- 1980 : L'imaginaire en campagnes (série TV)
- 1981: Jules Ferry, Les Roses (TV, Fr 3)
- 1983: La Route inconnue (sèrie de televisió)

Ajudant de director
- 1951: Le Voyage en Amérique d'Henri Lavorel
- 1952: La Loterie du bonheur de Jean Gehret
- 1953: Au diable la vertu de Jean Laviron
- 1953: Légère et court vêtue de Jean Laviron
- 1954: Votre dévoué Blake de Jean Laviron
- 1957: Bonjour Toubib de Louis Cuny
- 1955: Les héros sont fatigués d'Yves Ciampi
- 1958: Les Bijoutiers du clair de lune de Roger Vadim
- 1958: Me and the Colonel de Peter Glenville

Actor
- 1964: La Vie à l'envers d'Alain Jessua
- 1967: Jeu de massacre d'Alain Jessua